# Держановский, Владимир Владимирович
Владимир Владимирович Держановский (1881—1942) — советский музыкальный деятель и критик, редактор.

## Биография
Родился 2 (14) апреля 1881 года в Тифлисе.
Окончил в Тифлисский кадетский корпус. Получил музыкальное образование в Тифлисском музыкальном училище РМО. Работал оркестрантом в оперетте и цирке; в 1900—1902 годах был военным капельмейстером. В 1902—1903 годах обучался игре на тромбоне в Московской консерватории в классе X. И. Борка; брал также уроки музыки у В. И. Ребикова.
С 1901 года был московским корреспондентом журнала «Русская музыкальная газета», затем — рецензентом газет «Русский листок» и «Русские ведомости». В 1903—1906 годах был организатором концертов в пользу московской организации РСДРП, участвовал в большевистских газетах «Новая жизнь», «Борьба» и др. Участвовал в Московском вооруженном восстании 1905 года.
В 1907—1908 годах был заведующим музыкальным отделом газеты «Утро», а в 1911—1917 годах — газеты «Утро России, где писал под псевдонимами Флорестан и Аркель. В 1910—1913 годах был заведующим каталожно-библиографическим отделом музыкального издательства П. И. Юргенсона.
Создал и редактировал в 1910—1916 годах московский еженедельный журнал «Музыка», в котором  пропагандировалось творчество западноевропейских и русских композиторов: К. Дебюсси, А. Шёнберга, И. Ф. Стравинского, С. С. Прокофьева. В журнале публиковались статьи и заметки H. Я. Мясковского и Б. В. Асафьева, начавших здесь свою деятельность в качестве музыкальных критиков.
В 1908—1912 годах активно участвовал в организации симфонических концертов РМО, Сокольнического круга, Народного дома. Совместно с К. С. Сараджевым и своей супругой Е. В. Копосовой организовывал вечера современной музыки в Москве.
После Октябрьской революции был активным участником Ассоциации современной музыки, одним из редакторов её журнала «Современная музыка» (1924, 1925, 1927—1929), а также журналов «К новым берегам» (1923) и «Музыкальная культура» (1924). Был сотрудником музыкального отдела Наркомпроса (1917), организатором и заведующим нотным отделом «Международной книги» (1922—1929), работал в Радиокомитете.
В 1934 году создал и был редактором изданий «Советская оркестротека» Союза композиторов. 
Умер 19 сентября 1942 года близ Загорска Московской области.